# ملعب الادارة المحلية
ملعب الادارة المحلية هو ملعب كرة قدم يقع في محافظة ذي قار جنوب العراق، يتسع لـ17,000 متفرج. افتتح الملعب في الستينيات وكان يتسع سابقاً لـ 5,000 متفرج، وفي عام 2021 هُدمَ من أجل إعادة بنائه بحجم أكبر. واستمرت فترة البناء أربع سنوات حتى افتتحَ عام 2024 بتصميم وحجم جديد كليا.

## التاريخ

### التجديد
من المعوقات التي اخرت هدم وتجديد الملعب هي ملكية أرض الملعب التي يتشاركها أربع جهات هي وزارة المالية ووزارة العمل والشؤون الاجتماعية ووزارة البلديات ووزارة الصناعة. وفي عام 2020 تم تحويل ملكية أرض الملعب إلى وزارة الشباب والرياضة للبدء بالتجديد. في عام 2021 احيل عقد هدم وتجديد الملعب إلى شركة غلوبال سبورت العراقية وشركة ارطال غلوبال التركية وبتمويل من صندوق اعمار ذي قار وبكلفة 30 مليار دينار. في البداية كان من المخطط أن تكون سعة الملعب 10,000 ولكن لاحقا تقرر زيادة السعة إلى 15,000 متفرج. وفي عام 2024 امر مجلس رئاسة الوزراء بإصدار أمر غيار بمبلغ 7 مليارات دينار عن تنفيذ أعمال كراج متعدد الطوابق، وساحة تدريب لـ(500) متفرج ضمن العقد المبرم لتنفيذ المشروع في قطعة الارض الواقعة خلف الملعب.